# Don Freed
Donald Freed, född 1949, är en kanadensisk singer-songwriter som framförallt sjungit om livet i Västra Kanada och då särskilt Saskatchewanprovinsen.
Don Freed började uppträda 1966 och var med dokumnetären Johnny Cash! The Man, His World, His Music. I dokumentären presenterades han för Johnny Cash backstage. Han fick sjunga ett par sånger för Johnny Cash som lovade honom en provspelning på Columbia Records. Han skrev så småningom på för Capitol och spelade in en skiva som aldrig gavs ut.
Under 1980-talet nådde han viss framgång i Kanada med albumen Off in All Directions och Pith and Pathos, bland andra. Under 1990-talet var han tillsammans med Joni Mitchell och han medverkade på en av hennes skivor. På 1990-talet förändrades hans arbete från att vara den ensamma musikern till att bli talesman för ursprungsbefolkningen Métiserna, som han själv tillhör.

## Diskografi
- 1981 - Off in All Directions
- 1982 - Pith and Pathos
- 1989 - On the Plains
- 1992 - Live ARR!
- 1993 - Young Northern Voices
- 1996 - Singing About the Métis
- 1998 - Inner City Harmony: A Class Act
- 1999 - Borderlands
- 1999 - Sasquatch Exterminator (CD och bok)
- 2000 - Mystery Boyz
- 2001 - Our Very Own Songs
- 2005 - The Valley of Green and Blue[2]